# 尹任
尹任（いんにん、윤임、ユン・イム、1487年7月26日 - 1545年8月30日）は、朝鮮時代中期の武臣であり、人口である。字は聖任、任之、本貫は坡平尹氏である。坡原府院君尹汝弼の息子で、章敬王后の兄として、1506年中宗反正に参加して中宗を擁立するのに一役買った。1512年（中宗七年）武科に合格した。妹の章敬王后の死後文定王后を新しい王妃として推薦した。後に尹元衡、尹元老などの小尹一派と対立した。
尹任は仁宗の外叔父であり、尹元衡は明宗の外叔父であった。1545年仁宗が逝去すると、慶源大君の即位を支持した。しかし明宗が即位した後、尹元衡ら小尹派の弾劾を受けて乙巳士禍に関わって南海に流罪された後、その年8月忠清北道忠州で賜薬を受けて死んだ。 1577年（宣祖十年）の、壬辰倭亂の時、息子尹興信の功労で大匡輔國崇祿大夫議政府領議政に追贈された。

## 生涯
ユン・イムは1487年（成宗十八年）7月26日、京畿道坡州郡坡平尹氏尹汝弼と朴仲善の娘順天の息子として生まれた。